# Dél-amerikai Formula–3-as bajnokság
A dél-amerikai Formula–3-as bajnokság (F3 Sudamericana) egy együléses autóverseny-sorozat Dél-Amerikában. 1987-ben jött létre. Több Európában és az Egyesült Államokban jelentős sikereket elért versenyző kezdte itt a pályafutását, köztük a háromszoros indianapolisi 500 győztes Hélio Castroneves, valamint több Formula–1-ben is megfordult versenyző is, mint Ricardo Zonta, Christian Fittipaldi és Nelson Angelo Piquet.
A bajnokság nagyrészt Brazília versenypályáin zajlik, de Argentínában és Uruguayban is rendeznek futamokat.

## Bajnokok
| Szezon | Bajnokversenyző         | Bajnok csapat               |
| ------ | ----------------------- | --------------------------- |
| 1987   | Leonel Friedrich        | INI Competición             |
| 1988   | Juan Carlos Giacchino   | Sommi – Zanón               |
| 1989   | Gabriel Furlán          | INI Competición             |
| 1990   | Christian Fittipaldi    | Fittipaldi Competicion      |
| 1991   | Affonso Giaffone        | INI Competición             |
| 1992   | Marcos Gueiros          | Cesario Fórmula             |
| 1993   | Fernando Croceri        | GF Motorsport               |
| 1994   | Gabriel Furlán          | GF Motorsport               |
| 1995   | Ricardo Zonta           | Cesario Fórmula             |
| 1996   | Gabriel Furlán          | YPF Sudamericana Motorsport |
| 1997   | Bruno Junqueira         | PropCar Racing              |
| 1998   | Gabriel Furlán          | GF Motorsport               |
| 1999   | Hoover Orsi             | Amir Nasr Racing            |
| 2000   | Vitor Meira             | Amir Nasr Racing            |
| 2001   | Juliano Moro            | Amir Nasr Racing            |
| 2002   | Nelson Angelo Piquet    | Piquet Sports               |
| 2003   | Danilo Dirani           | Cesario F3                  |
| 2004   | Alexandre Sarnes Negrão | Cesario F3                  |
| 2005   | Alberto Valerio         | Cesario F3                  |
| 2006   | Luiz Razia              | Cesario F3                  |
| 2007   | Clemente de Faria, Jr.  | Cesario F3                  |
| 2008   | Nelson Merlo            | Cesario Fórmula             |
| 2009   | Leonardo Cordeiro       | Cesario Fórmula             |
| 2010   | Yann Cunha              | Bassan Motorsport           |
| 2011   | Fabiano Machado         | Cesário Fórmula             |
| 2012   | Fernando Resende        | Cesário Fórmula             |

## Lásd még
- Formula–3

## Külső hivatkozások
- A bajnokság hivatalos honlapja